# Odprto prvenstvo Avstralije 1981
Odprto prvenstvo Avstralije 1981 je teniški turnir, ki je potekal med 24. decembrom 1980 in 3. januarjem 1981 v Melbournu.

## Moški posamično
Johan Kriek :  Steve Denton, 6–2, 7–6(7–1), 6–7(1–7), 6–4

## Ženske posamično
Martina Navratilova :  Chris Evert-Lloyd, 6–7(4–7), 6–4, 7–5

## Moške dvojice
Mark Edmondson /  Kim Warwick :  Hank Pfister /  John Sadri 6–3, 6–7, 6–3

## Ženske dvojice
Kathy Jordan /  Anne Smith :  Martina Navratilova /  Pam Shriver 6–2, 7–5 